# Weinmannia richii
Espèce
Statut de conservation UICN

 LC  : Préoccupation mineure
Weinmannia richii est une espèce de plantes du genre Weinmannia de la famille des Cunoniaceae.

## Synonymes
Weinmannia richii a pour synonymes :
- Weinmannia rhodogyne Gibbs
- Windmannia richii (A.Gray) Kuntze